# 다이어그램 (교통)

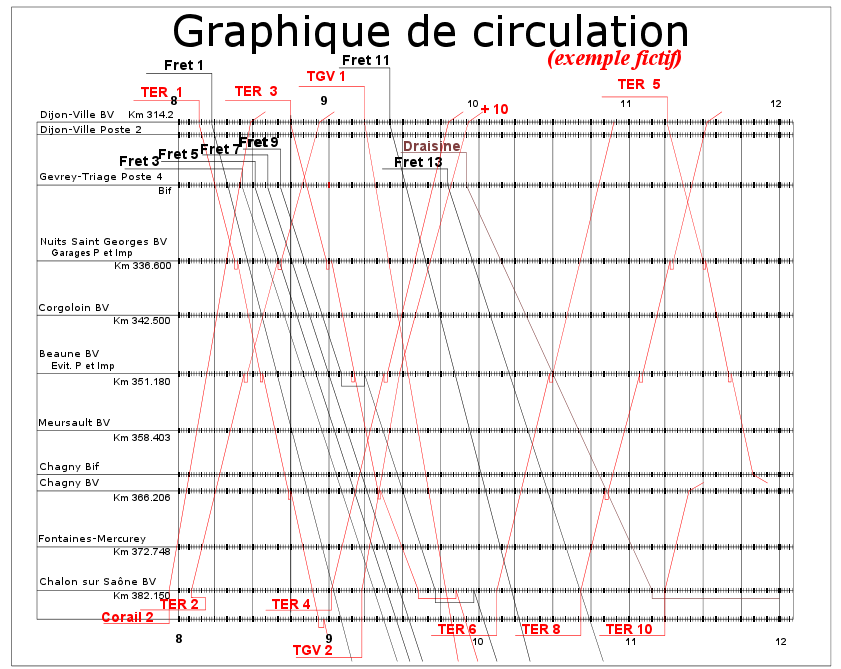
파리 발 마르세유 행 디존 선의 다이어그램(가상).

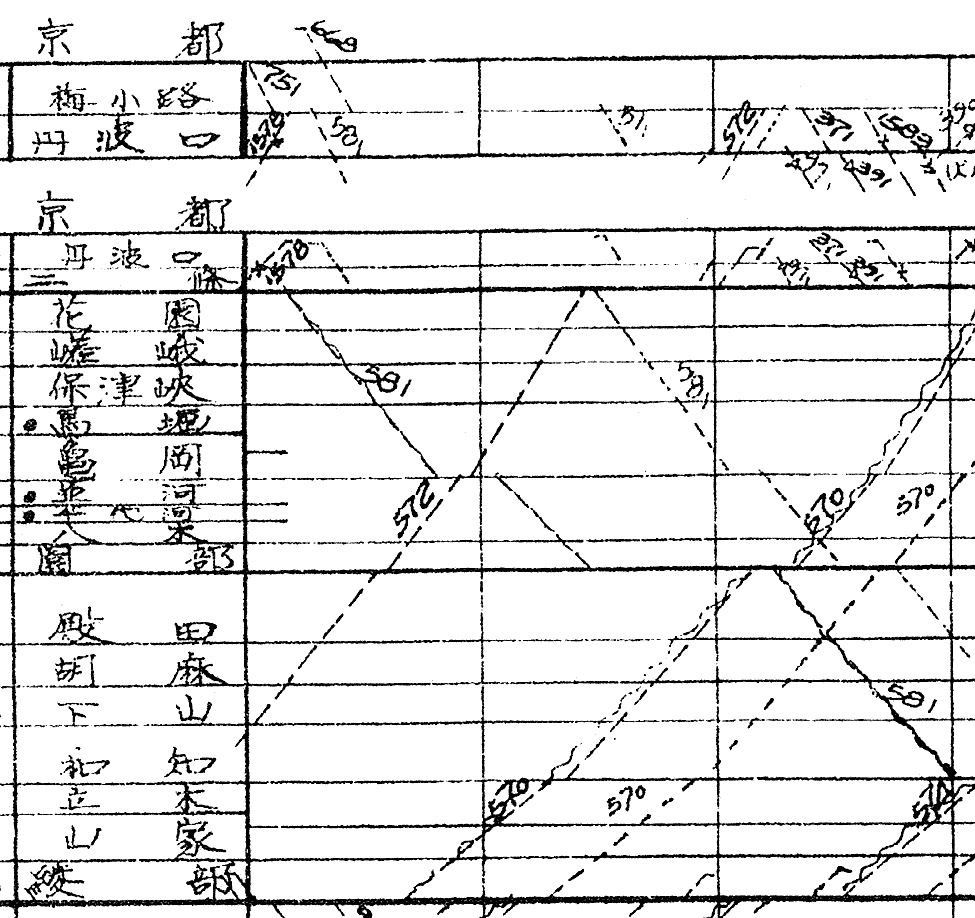
산인 본선 열차 운행 도표. 1949년 9월 15일 개정(부분).

다이어그램(영어: Service planning diagram), 다이어 또는 운행 도표(運行圖表)는 대중교통의 운행 계획을 나타낸 선도(線圖)이다. 주로 철도의 다이어그램이 잘 알려져 있으나, 버스 등에서 사용되기도 한다. 또한 다이어그램에서 각 역에 정차하는 시간만을 표로 나타낸 것을 시간표라 한다.

## 철도의 다이어그램
철도에서 열차의 운행 계획 및 스케줄을 열차 계획 또는 열차 운행 계획이라고 부르는데 그것을 도표로 나타낸 것을 열차 운행 도표라고 한다. 일반적으로 다이어그램은 이 도표를 지칭하는 말이지만 열차 운행 계획 자체를 다이어그램이라고 부르기도 하며, 열차 운행 도표는 "다이어그램 도(圖)"라고 부르기도 한다.
일본의 경우 열차 운행 도표가 철도 잡지에 게재되어 있는 경우도 있다. 열차 운행 도표만을 전문으로 하는 《철도 다이어 정보》라는 잡지도 있다. 또한 업무용 실물도 각 철도 회사가 주최하는 이벤트, 철도 취미용품점, 인터넷 사이트 등에서 쉽게 구할 수 있다(단, 대부분 과거의 다이어그램이다). 또한 서일본 철도(니시테쓰)는 덴진오무타 선 및 다자이후 선의 열차 운행 도표의 축쇄판을 무료로 배포하고 있어서, 역무원에게 신청하여 구입할 수 있다.

### 다이어그램 도(圖)

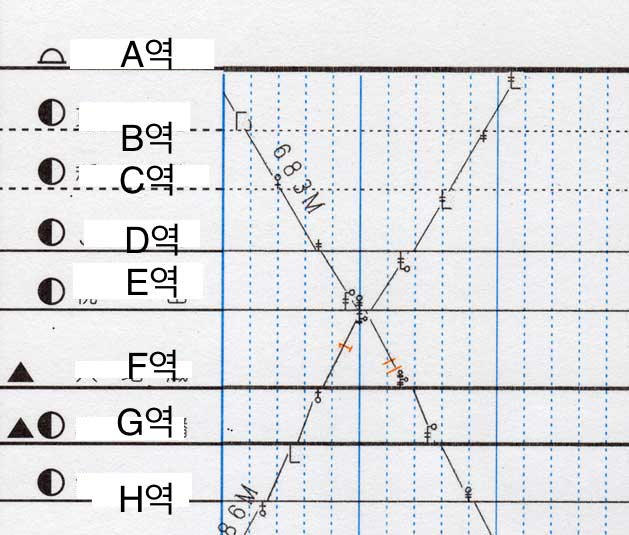
열차의 교차 부분.

일반적으로 철도의 다이어그램은 시간을 가로축에, 거리를 세로축에 대응시키고, 역명을 세로축에 쓴 그래프 형태(다이어그램 도)로 표현된다. 반대로 거리를 가로축에, 시간을 세로축에 대응시킨 다이어그램 도(圖)도 있다. 아래는 시간을 가로축에 대응시켰다는 전제 하에 설명한다.
하행의 기점 역이 맨 위에 배치된다. 여기를 원점으로 하여 거리는 아래로, 시간은 오른쪽으로 써내려간다. 그리고 하나의 열차는 하나의 선으로 표시한다. 따라서 시발역을 출발한 열차, 즉 하행 열차는 오른쪽 아래로 선을 긋고, 반대로 상행 열차는 왼쪽 위로 선을 긋는다. 최대한 선이 직선이 되도록 역명은 일반적으로 역간 거리가 아닌 시간에 따라 배치된다. 선의 기울기가 열차의 속도를 나타낸다: 빠른 열차는 기울기가 크다. 수평선은 정차를 나타낸다.
단선 구간에서는 역 간에서 상하행 열차의 교행이 불가능하므로 다이어그램 도에서 역 간에 열차를 나타내는 선이 교차하지는 않는다. 복선 구간의 경우 상하행 열차의 교행이 가능하므로 다이어그램 도 상에도 표기된다. 그 외에도 단선 구간과 복선 구간의 배치, 전철화 구간, 자동열차보안장치 등 열차 운행에 영향을 미치는 정보 등이 다이어그램 도 옆에 병기되어 있다.
일반인에게 공개되는 시간표는 1분 단위이지만, 다이어그램 상에서는 더 세밀하게 계획을 세울 수 있다. 따라서 열차의 교차를 표현할 때에는 초 단위로 발착 시간을 표현하는 기호를 사용한다. 이 기호의 사용법이나 시간 단위는 철도 사업자마다 다르다.
다이어그램 도에는 열차 선 이외에도 열차 번호, 착발 승강장, 타 열차 와의 병결 및 병결 해제 등의 작업 및 열차의 종류를 표시하는 기호 등이 적혀있다.

### 다이어그램의 작성
일본의 경우 다이어그램은 운수부 수송과가 담당하며, 다이어그램 작성을 전문으로 하는 일명 "스지야"(スジ屋)라는 직업도 있다. 유럽의 경우에는 시각표위원회(The Timetabling Sub - Committee)가 구성되어 여객철도 회사에서 임명된 4명, 화물철도 회사에서 임명된 2명, 네트워크레일에서 임명된 2명이 회의하여 다이어그램을 작성한다. 이 때, 다이어그램의 최종 결정 권한은 네트워크레일에게 있으나, 의견이 결정되지 못할 경우에는 분쟁조정위원회에서 해결한다. 분쟁조정위원회는 네트워크레일에서 임명된 2명, 여객철도 회사에서 임명된 3명, 화물철도 회사에서 임명된 1명, 독립된 의장 7명이 회의하여 결정한다. 만약 여기서도 의견이 결정되지 못하면 ORR이라는 기구로 넘어간다.
다이어그램을 작성할 때에는 노선별 수송 수요, 선로 용량, 차량의 등급, 효율적인 운영을 위한 승무원의 스케줄 등이 감안된다. 소요 시간은 차량 성능이나 제한 속도에 따라 지점마다 속도를 나타낸 운전 곡선에서 기준 운전 시 • 분을 정하고, 거기에 정차 시 • 분과 여유 시 • 분을 더하여 결정하고 있다. 일반적으로 보통열차에 비해 우등열차(특급, 급행 등)의 운전 시각이 우선적으로 배치되는 경우가 많다.
또한 선로 용량은 꽉 채워서 사용하지 않고 어느 정도의 여유를 둘 필요가 있다. 특히 선로 보수 작업을 하는 데에 필요한 시간을 확보해야 한다. 일반적으로는 야간에 선로 보수 작업을 실시하지만, 대규모 간선 등에서는 야간에도 야간열차, 화물열차가 운행하여 문제가 생긴다. 따라서 낮에 대규모 열차 운휴를 실시하고 보수 공사를 하는 경우도 있다.

### 내용주
1. ↑  도쿄메트로 긴자 선도 2018년 5월 3일부터 같은 해 5월 5일까지 3일간 시부야 ~ 오모테산도 등의 구간에서 운휴를 실시하고 선로 보수 공사를 실시하였다.